# Ethiopica asteropa
Ethiopica asteropa là một loài bướm đêm trong họ Noctuidae.